# Joachim Conradi
Joachim Conradi (* in Stargard; † nicht ermittelt) war ein deutscher Kirchenrechtler, der im 15. Jahrhundert an der Universität Greifswald wirkte. 
Conradi war katholischer Geistlicher. Er wurde 1469 an der Universität Greifswald immatrikuliert. Damals war er als Kaplan des Greifswalder Präpositus Heinrich Bukow tätig. 1475 wurde er zum Lizentiaten promoviert. 
Später erwarb er Stellen als Kanoniker am Camminer Dom und am Greifswalder Dom sowie als Pleban an der Greifswalder Marienkirche. Als Professor an der Universität Greifswald hielt er Vorlesungen zum kanonischen Recht, und zwar über das sechste Buch der Dekretalen und die Clementinen. 
In den Jahren 1477, 1484, 1486 und 1490 war er Rektor der Universität Greifswald. Dabei wurde er in den Streit verwickelt, der zwischen der nominalistischen und realistischen Richtung an der Greifswalder Universität ausgebrochen war (siehe: Nominalismus-Realismus-Streit). Während die jüngeren Professoren gemeinsam mit dem Bürgermeister Nikolaus Schmiterlow dem Realismus zuneigten, wandte sich Conradi mehr dem Nominalismus zu, der in Greifswald besonders vom Präpositus Johannes Parleberg vertreten wurde.